# Ryohei
Ryohei Yamamoto (山本領平 Yamamoto Ryohei?,  30 de diciembre, 1974), actualmente conocido solo por Ryohei, es un cantante japonés originario de la ciudad de Nagaokakyo al interior de la Prefectura de Kioto.
Bajo el sello Warner Music de su país debutó como cantante el año 2003, con veintinueve años ya y bajo su nombre real. Sin embargo en 2003 se cambió al sello rhythm zone perteneciente a Avex, tomando el nombre de Ryohei.

## Biografía
Viviendo gran parte de su infancia en Estados Unidos, Ryohei vivió largos años influenciado a diversos ritmos urbanos como la música R&B y el Hip-Hop. Al convertirse en adulto ganó una audición mientras trabajaba a tiempo completo, concediéndosele la oportunidad de estudiar canto especializado en el R&B bajo productores Motown como Kith John, miembro de la banda de Stevie Wonder. Después de regresar a Japón, una de las grabaciones demo que realizó en América llegó a manos de algunos productores musicales, y se contactaron con él para comenzar su carrera. Originalmente Ryohei estudió en la Universidad Nanzan administración de empresas, pero más tarde abandonaría eso por su verdadera pasión, que era la música, y el sueño de convertirse en cantante.
En noviembre del 2002 participó como vocalista del tema "Why Not?" de Fantastic Plastic Machine, y en junio del año 2003 debutó como solista bajo Warner Music Japan lanzando su primer sencillo "Almost There" bajo su nombre real, Yamamoto Ryohei. En octubre del mismo año participaba en el exitoso tema "I miss you" junto con melody. para m-flo, con quienes más tarde entablaría una estrecha amistad. Tras realizar diversas colaboraciones junto a numerosos artistas como Maki Nomiya, Heartsdales, Sunaga t Experience, GTS, hiro y Tomita Lab, finalmente su primer álbum de estudio, "Take Over", fue lanzado en octubre del 2004. El álbum contó con colaboraciones de otros artistas como Taku Takahashi de m-flo, Fantastic Plastic Machine y COLDFEET.
Tras estar dos años sin lanzar nueva música debido al fin de su contrato con Warner, en el 2005 fue invitado por m-flo para presentarse junto a ellos en festivales como el "ROCK IN JAPAN '05" y el "a-nation '05", y también dentro de su gira donde los acompañó al Nihon Budōkan e incluso a Corea.
Finalmente el año 2006 firmó un contrato con rhythm zone de Avex, y cambiando su nombre artístico a solo Ryohei lanzó su sencillo "onelove", que contó con la colaboración de VERBAL de m-flo, tema utilizado en el drama japonés "Kami wa Saikoro wo Furanai" (Dios no Tiraría el Dado). Este trabajo se convertiría en el sencillo más exitoso de toda su carrera hasta el momento, y marcó la reinvención de la carrera de Ryohei desde ese momento. Ya considerado como un miembro importante de "Familia m-flo", Ryohei ha participado en numerosos singles junto con ellos y también participa constantemente en sus presentaciones en vivo. Mientras estaba en la gira por Japón junto con sus compañeros, Ryohei finalmente lanzó su primer sencillo propio, titulado "the LIGHT", el día 26 de julio de ese año, combinando estilos del R&B, el Pop y la electrónica, y llamando a este estilo "Under-Pop". Su primer álbum en rhythm zone, titulado "ReListen", fue lanzado el 2 de febrero del 2007. Durante este año ha empezado su gira en solitario titulada "Ryohei Unplugged 2007 ~Soul Odyssey~" y ha grabado una nueva colaboración junto a m-flo para su nuevo álbum COSMICOLOR a la venta desde el día 28 de marzo; además, el 18 de julio se puso a la venta un álbum conceptual titulado Cavaca ~Catch the Various Catchy~, en el que Ryohei versiona un total de ocho canciones occidentales de gran éxito, tales como She Will Be Loved de Maroon 5, Human Nature de Michael Jackson.

## Discografía

### Como Ryohei Yamamoto

#### Sencillos
1. Almost There (25 de julio de 2003)
2. Believe Me (25 de septiembre de 2003)
3. Set Free (25 de febrero de 2004)
4. Take Over (8 de septiembre de 2004)

#### Álbumes
1. Take Over (8 de septiembre de 2004)

#### Colaboraciones
- [2002.11.27] Fantastic Plastic Machine - Why Not?

01. Why Not? feat. Ryohei Yamamoto (KOSE LUMINOUS CM Song)
- [2003.02.26] Fantastic Plastic Machine - too

03. Why Not? feat. Ryohei Yamamoto (KOSE LUMINOUS CM Song)
- [2003.04.02] Sunaga t Experience - Double Standard

13. Slip Away feat. Ryohei Yamamoto
- [2003.04.23] 51 -GOICHI- - 51st DIMENSION: THE YING

08. PARADISE feat. Ryohei Yamamoto
- [2003.09.25] Heartsdales - Sugar Shine

04. Oh Girl feat. Ryohei Yamamoto
- [2003.10.22] m-flo loves melody. & Yamamoto Ryohei - miss you

- [2003.12.10] Voice of Love Posse

- [2004.05.26] m-flo - ASTROMANTIC

02. m-flo loves melody. & Yamamoto Ryohei - miss you
- [2004.07.07] Nomiya Maki - DRESS CODE

01. M no Blues
- [2004.09.15] m-flo - ASTROMANTIC CHARM SCHOOL

15. miss you -Free TEMPO Mix- by FreeTEMPO
- [2004.11.24] SAL the soul - Urban Soul Odyssey

11. Rainy Afternoon feat. Ryohei Yamamoto
- [2005.03.09] GTS - electheque

02. ABSOLUTE feat. Ryohei Yamamoto

### Como Ryohei

#### Sencillos
1. onelove / Ryohei feat. VERBAL (m-flo) (8 de marzo de 2006)
2. the LIGHT (26 de julio de 2006)
3. you said... (1 de noviembre de 2006)

#### Álbumes
1. ReListen (2 de febrero de 2007)
2. Cavaca ~Catch the Various Catchy~ (18 de julio de 2007)
3. Cavaca 2 (5 de diciembre de 2007)

#### Colaboraciones
- [2006.02.22] Tomita Lab - Shiplaunching

07. Koi ha kasa no naka de ai ni feat. Ryohei
- [2006.05.24] Ukatrats FC - Win and Shine

- [2006.06.28] MEXICO - BIT SUITE

03. Losingeverything
- [2006.02.22] m-flo - m-flo TOUR2005 BEAT SPACE NINE at Nippon Budokan

- [2006.06.28] m-flo loves Hinouchi Emi & Ryohei - Summer Time Love

- [2006.07.26] m-flo - m-flo inside -WORKS BEST 2-

02. Summer Time Love -Remix Tokyo Mode- remixed by Sunaga t experience (CD1)
09. One Sugar Dream (Ryohei) (CD2)
18. Tell Me (Ryohei Remix Featuring VERBAL) (Fantastic Plastic Machine feat. Benjamin Diamond) (CD2) 
- [2006.10.25] Dan Miyagawa Ensemble - pied-piper

02. a dancer in the room feat. Ryohei
- [2007.03.28] m-flo - COSMICOLOR

06. Summer Time Love / m-flo loves Emi Hinouchi & Ryohei
14. LOVE ME, HATE THE GAME / m-flo loves Chan, Thaitanium, Edison Chen, Ryohei
- [2007.05.16] Emi Hinouchi - O'kay

03. Summer Time Love (Deckstream Remix feat. Arkitec & L-VOKAL) / m-flo loves Hinouchi Emi & Ryohei
- [2007.08.08] GTS - sparkling beach

02. I'm Not In Love / GTS feat. Ryohei (CD1)
03. I'm Not In Love (Club mix) / GTS feat. Ryohei (CD2)
- [2007.08.29] Kentaro Takizawa - "YOUR SONG e.p."

01. Your Song feat. Ryohei
- [2007.09.26] Kentaro Takizawa - "Heart To Heart"

02. Your Song feat. Ryohei
01. Your Song (Acoustic Mix) feat. Ryohei (Exclusiva para las tiendas HMV y Tower Records)
- [2007.09.26] m-flo - "electriCOLOR -COMPLETE REMIX-"

07. LOVE ME, HATE THE GAME -DJ Deckstream Remix- (Remixed by DJ Deckstream) / m-flo loves Chan, Thaitanium, Edison Chen, Ryohei(CD1)
10. Summer Time Love -Remix Tokyo Mode- (Remixed by Sunaga t experience) / m-flo loves Hinouchi Emi & Ryohei (CD1)
14. LOVE ME, HATE THE GAME / m-flo loves Chan, Thaitanium, Edison Chen, Ryohei (CD2)
- [2007.10.03] "Next Floor -too house-"

01. Kentaro Takizawa - Your Song (Evening Version) feat. Ryohei

#### Vinilos
1. [2007.07.11] Cavaca EP I
2. [2007.08.24] Cavaca EP II
3. [2007.11.xx] Cavaca 2 EP I

#### Remixes exclusivos para iTunes Japón
1. [2006.03.08] onelove (Ryohei Remix)
2. [2006.07.26] the LIGHT (BREMEN High Frequency MIX)
3. [2007.07.18] Sweet Soul Revue eighteen degrees.REMIX
4. [2007.11.21] One More Time feat. eighteen degrees.